# Cantó de Vesinh de Leveson
El cantó de Vesinh de Leveson és un cantó al districte de Millau, al departament francès de l'Avairon (regió d'Occitània). Està inclòs compta amb quatre municipis: Sent Laurenç de Leveson, Sant Liòns, Ségur  i Vesinh de Leveson que n'és la capital.
| Data d'elecció                           | Identitat       | Partit | Qualitat |
| ---------------------------------------- | --------------- | ------ | -------- |
| 1947-1961                                | Martin Fabre    |        |          |
| 1961-1998                                | Jean Monteillet | UDF    |          |
| 1998-2004                                | Claude Seillier | UDF    |          |
| 2004-                                    | Arnaud Viala    | UMP    |          |
| les dades anteriors no són pas conegudes |                 |        |          |

## Demografia
| 1962  | 1968  | 1975  | 1982  | 1990  | 1999  | 2006 |
| ----- | ----- | ----- | ----- | ----- | ----- | ---- |
| 2.174 | 2.389 | 2.154 | 2.012 | 1.773 | 1.710 | 1730 |